# Göte Hennix
Göte Hennix, född 3 oktober 1902 i Östersund, död 19 juli 1997 i Stockholm, var en svensk målare, tecknare, grafiker, visdiktare och filmare. 
Göte Hennix studerade på Wilhelmsons målarskola, Högre konstindustriella skolan, konstakademien i Stockholm och gjorde studieresor till Tyskland och Italien. Han har målat stadsmotiv och blomstermotiv, gjort dekorativa väggmålningar för Grand hotell i Åre, rådhuset i Östersund samt institutionsbyggnader på Sabbatsberg, Stockholm. Han gjorde fem sångspel i radion 1938-1945. Han gav ut fyra vissamlingar med text, musik, illustrationer 1938-1966, och producerade ett tjugotal kortfilmer fram till 1968. Även hans hustru Doris Hennix och hans bröder Pär Hennix och Axel Hennix var konstnärer.

## Visdiktaren
Göte Hennix var verksam som visdiktare inom den visgenre som kallas för den litterära visan. Hans kompositioner finns utgivna i nottryck och på skiva. På skivorna medverkar även hustrun Doris Hennix. I Göte Hennix efterlämnade personarkiv som förvaras hos Svenskt visarkiv finns outgivet vismaterial i form av noter och texter samt ett antal privatinspelade lackskivor.

## Diskografi
- Oljefärgsmålarens visor - visor av Göte Hennix (EMI/Odeon, 1970, E002-34059).[11]
- Än en gång däran! Samfundet Visans vänner i Stockholm 35 år (EMI, 1972).[12]
- Man rev ett hus i Klara och andra visor från förr och nu (Koster, 1977, KLPM 507).[12]
- Visans gyllene tid: Samfundet för visforskning 2005 (Four Leaf Clover Records, 2005, samlingsskiva).[12]

## Teater

### Scenografi (ej komplett)
| År   | Produktion                                 | Upphovsmän         | Regi         | Teater            |
| ---- | ------------------------------------------ | ------------------ | ------------ | ----------------- |
| 1923 | Blidökungen                                | George Sylwan      | John Norrman | Lilla Folkteatern |
| 1924 | När Svält-Jerker skulle skaffa sig arvinge | Kristoffer Klemens | John Norrman | Lilla Folkteatern |